# Acronicta michael
Acronicta michael är en fjärilsart som beskrevs av Charles Oberthür 1884. Acronicta michael ingår i släktet Acronicta och familjen nattflyn. Inga underarter finns listade i Catalogue of Life.